# ختاره
ختاره (به لاتین: Khatarah) یک منطقهٔ مسکونی در عراق است که در شهرستان تلکیف واقع شده‌است.